# 美知枝
美知枝（みちえ、1978年10月14日-）は福岡県出身の女優。立教大学出身。
身長162cm。本名は非公表。
事務所はesArtistを経て、現在はDOMO所属。
特技はクラシックバレエ、ジャズダンス、英会話、テニス、ピアノ。
2005年のアメリカ映画『インプリント〜ぼっけえ、きょうてえ〜』では映画初出演にして、凄惨な拷問を受ける女郎、小桃を体当たりで熱演。
映画とCMを中心に活動している。

## 出演

### 映画
- インプリント〜ぼっけえ、きょうてえ〜（2005年　アメリカ映画)　小桃役
- 世界で一番美しい夜（2008年　日本映画） 〆子役
- RAILWAYS 愛を伝えられない大人たちへ（2011年）
- 踊る大捜査線 THE FINAL 新たなる希望（2012年）
- 私の奴隷になりなさい 純子役（2012年 日本映画）
- リターン（2013年） ジッポ役
- R100（2013年）水の女王様役
- 沈黙 -サイレンス- （2016年 アメリカ映画） Tomogi Wife役
- 日活ロマンポルノ・リブート・プロジェクト「牝猫たち」（2017年1月14日、白石和彌監督） 里枝役[3]
- 彼女はひとり(2018年 日本映画)

### 配信ドラマ
- 極悪女王（2024年配信、Netflix）[4] - 長与スエ子 役

### ラジオドラマ
- 虹の女神(2005年)　佐藤あおい役(※伊東美知枝名義)[5]